# Прібою (Бренешть, Димбовіца)
Прібою (рум. Priboiu) — село у повіті Димбовіца в Румунії. Входить до складу комуни Бренешть.
Село розташоване на відстані 84 км на північний захід від Бухареста, 11 км на північ від Тирговіште, 149 км на північний схід від Крайови, 71 км на південь від Брашова.

## Населення
За даними перепису населення 2002 року у селі проживали 956 осіб, з них 955 осіб (99,9%) румунів. Усі жителі села рідною мовою назвали румунську.